# مستشفى السلوم المركزي
مستشفي السلوم المركزي هي مستشفي في السلوم، مطروح، مصر.

## الوصف
تم تطوير المستشفى بتكلفة 172 مليون جنيه، وتتكون من 94 سرير ويبلغ عدد المواطنين المستفيدين من الخدمات 17 ألف نسمة، وتهدف عملية التطوير إلى الإرتقاء بمستوى المنظومة الصحية ولتقديم الرعاية الصحية الشاملة التي يحتاجها المواطن لتحسين الخدمات المقدمة للمرضى.